# Robert McKenna
Robert Fidelis McKenna (Danville, 8 de julho de 1927 – 16 de dezembro de 2015) foi um bispo sedeprivatista estadunidense que costumava ser um padre católico da ordem dominicana. Ele era conhecido por suas posições católicas tradicionalistas e era um defensor do sedeprivatismo. McKenna foi um dos líderes do Movimento Católico Romano Ortodoxo (ORCM). Ele também era conhecido do filme da Fox TV The Haunted, que é sobre a assombração de Smurl, onde McKenna realizou dois exorcismos.

## Biografia
Robert Fidelis McKenna nasceu em 8 de julho de 1927.
Foi ordenado padre católico para a Ordem Dominicana em 1958 pelo Cardeal Amleto Giovanni Cicognani .
Após o Concílio Vaticano II, enquanto trabalhava como tradutor e pesquisador científico para sua Ordem religiosa, tornou-se cada vez mais preocupado com as ramificações das reformas do Vaticano e, finalmente, foi destituído. Ele continuou como padre dominicano enquanto se juntava a outros padres do Movimento Católico Romano Ortodoxo (ORCM), uma organização católica tradicionalista fundada pelo padre Francis E. Fenton que se apresentava como preservadora do catolicismo autêntico do que seus membros viam como mudanças modernistas radicais na doutrina e liturgia. O ORCM ainda existe como uma corporação para fins legais, mas há muito tempo deixou de ser usado para representar uma organização religiosa. Já em sua edição de outubro de 1985 da Catholics Forever, McKenna se referiu ao seu envolvimento historicamente como "nos dias da ORCM".
Foi consagrado bispo em 22 de agosto de 1986, em Raveau, França, pelo sedeprivatista francês Dom Michel-Louis Guérard des Lauriers, um dos bispos consagrados pelo Arcebispo Ngô Đình Thục .
McKenna consagrou sete bispos sedevacantistas: Vida Elmer e Richard Bedingfeld em 1987, Oliver Oravec em 1988, Francis Slupski em 1999, Geert Stuyver e Donald Sanborn em 2002 e Robert Neville em 2005. Como McKenna, Stuyver e Sanborn são sedeprivatistas.
McKenna se aposentou de suas funções na Capela de Nossa Senhora do Rosário em Monroe, Connecticut, Estados Unidos, devido a problemas de saúde. Ele residiu em Michigan até sua morte.
Ele morreu aos 88 anos em 16 de dezembro de 2015. O sermão em seu funeral foi pregado por Sanborn.

## Exorcista
McKenna participou de vários exorcismos e trabalhou por muitos anos com o demonologista Dave Considine e Rama Coomaraswamy. Alguns de seus casos também foram investigados por pesquisadores psíquicos como os Warrens . Ele tentou exorcismos no caso de assombração da família Smurl, que foi descrito em vários livros e no filme da Fox TV The Haunted . Um incidente notável é o caso de Maurice Theriault, onde, embora McKenna sentisse que foi bem-sucedido em remover demônios de Maurice, nunca levou em consideração os graves problemas de saúde mental de Maurice. Mais tarde, Maurice suicidou-se. Em vários casos em que McKenna estava presente na tentativa de exorcismo, houve casos consistentes de suicídio logo após as tentativas de exorcismo.
Outro exorcismo que ele realizou em 1985 em Warren, Massachusetts foi apresentado no Boston Herald e mais tarde recontado pelos mesmos repórteres no livro Satan's Harvest . Um porta-voz da Arquidiocese de Hartford disse que qualquer ritual realizado no menino não foi sancionado pela Igreja Católica Romana e, portanto, não poderia ser chamado de exorcismo. Neste caso, um menino e seus familiares alegaram ter visto aparições e ouviram sons, então se voltaram para a Diocese de Bridgeport, que a mãe alegou que a havia perdido. A mãe então se voltou contra a Igreja ao fazer com que um pastor protestante "abençoasse" a casa que eles alegavam que parecia resolver o caso por algumas semanas. A mãe, então, alegou que passou com o filho por duas avaliações psiquiátricas que, segundo ela, mostraram que estavam bem. Ela então foi e conseguiu "investigadores paranormais" de um grupo chamado ISSUE (Investigations of Strange Sightings and Unexplained Events) para investigar suas alegadas assombrações. Ela então foi buscar McKenna, que realizou um exorcismo solene tradicional. Depois disso, a família diz que o que quer que McKenna tenha feito diminuiu o problema, embora seu filho ainda afirme ver "fantasmas".
Além disso, ele acredita que "o estabelecimento oficial não acredita no Diabo ... mas o Diabo acredita neles. Eles não acreditam e, quando acreditam, não querem se envolver."

## Estande público
Desde que foi consagrado bispo, McKenna foi um dos principais promotores da Tese de Cassiciacum (sedeprivacionismo) desenvolvida por seu consagrador, que afirma que os pretendentes papais desde a morte do Papa Pio XII não foram verdadeiros papas devido às suas heresias públicas, mas apenas sido papa materialiter. De acordo com McKenna, ao ensinar que os homens têm o direito natural de adorar como bem entenderem, os sucessores do Papa Pio XII tentaram colocar a heresia do ecumenismo no lugar do catolicismo. Referindo-se a essa heresia como "uma insanidade espiritual", ele escreveu em On Keeping Catholic:
Agora, enquanto os Papas do Vaticano II, incluindo o atual Bento XVI, podem funcionar no nível puramente natural na administração da Igreja como uma organização ou corporação legal, eles não têm no nível sobrenatural - em vista de sua loucura espiritual - nenhuma autoridade divina para falar pela Igreja como Corpo Místico de Cristo ou governar os fiéis em Seu nome; nenhum poder, isto é, para funcionar precisamente como o Vigário de Cristo enquanto esta insanidade continuar. Eles e os bispos sob eles, seguindo-os cegamente, não têm a jurisdição que teriam em circunstâncias normais. Devemos simplesmente ignorá-los e continuar o melhor que pudermos sem eles.
Em relação aos bispos que estão em união com Roma, ele publicou uma visão semelhante em 1980:
Praticamente todos os bispos que não são definitivamente heréticos são pelo menos gravemente suspeitos de heresia por causa dos ultrajes sacrílegos que toleraram em suas dioceses. Como consequência, eles perderam sua jurisdição ou possuem uma jurisdição muito duvidosa, e o próprio Direito Canônico fornece expressamente a jurisdição dos sacerdotes em tais casos.
Embora às vezes seja classificado como sedevacantista ou sedeprivatista, McKenna se considerava um bispo católico apenas lidando com a crise da Igreja dos dias atuais.